# Diego Hypólito
Diego Matías Hypólito (Santo André, 19 de junio de 1986); gimnasta artístico brasileño. Ha sido campeón mundial de gimnasia en suelo y campeón panamericano de suelo y caballete. Es un miembro activo del equipo nacional de gimnasia de su país.

## Biografía
A los 21 años, ha participado en cinco oportunidades en Mundiales de Gimnasia (2002, 2003, 2005, 2006 y 2007). Es especialista en ejercicios de suelo, donde ha ganado dos medallas de oro mundiales. Estos resultados lo han convertido en el primer sudamericano en ganar medallas mundiales en competiciones masculinas. Además, en los Juegos Panamericanos, ha obtenido 2 medallas de oro (en Río 2007) en suelo y caballete; y tres platas en caballete y por equipos.
Su hermana mayor, Daniele, también es gimnasta de clase mundial, siendo la primera brasileña en ganar una medalla en un Campeonato Mundial de Gimnasia; una plata en suelo en 2001. Fue campeón suramericano en Medellín 2010.

## Juegos Sudamericanos
Su desempeño en la novena edición de los juegos, se identificó por ser el trigésimo sexto deportista con el mayor número de medallas entre todos los participantes del evento, con un total de 3 medallas:

- , Medalla de oro: Ejercicio de Piso Hombres
- , Medalla de oro: Gimnasia Artística Salto Hombres
- , Medalla de oro: Gimnasia Artística Equipo Hombres

## Vida personal
El 8 de mayo de 2019, en declaraciones a UOL Esporte, Hypólito reveló que es homosexual. Diego sale desde 2018 con el abogado Marcus Duarte, y desde 2020 es miembro de la Iglesia Bola de Neve.